# Giuseppe Farina
Dr Giuseppe Emilio "Nino" Farina (Turim, 30 de outubro de 1906 — Aiguebelle, 30 de junho de 1966) foi um automobilista italiano e sagrou-se o primeiro campeão mundial da Fórmula 1, em 1950.

## Biografia
Nascido em Turim, na Itália e apelidado de "Nino", Farina graduou-se em engenharia e é sobrinho de Giovanni Battista "Pinin" Farina, fundador e diretor da empresa de construção Carrozzeria Pininfarina, uma empresa italiana ligada ao sector das carrocerias para automóveis com sede em Turim, Itália. Seu sobrinho passou a correr no automobilismo de "subida de montanha".
Iniciou sua carreira no Grand Prix Motor Racing pela Maserati na década de 1930, transferindo-se a seguir para a Alfa Romeo onde foi o segundo piloto de Tazio Nuvolari, o que não o impediu de vencer o campeonato italiano de pilotos em 1937, 1938 e 1939 e vencer provas como o Grande Prêmio da Líbia em Trípoli em 1940 e o Grande Prêmio de Mônaco em Montecarlo em 1948.
Quando a Federação Internacional do Automóvel (FIA) anunciou a temporada inaugural do campeonato mundial de Fórmula 1, Farina compôs uma tétrade de pilotos ao lado de Juan Manuel Fangio, Reg Parnell e Luigi Fagioli e assim a Alfa Romeo montou uma equipe avassaladora que a bordo do modelo Alfetta 158 dominou a temporada de 1950 com seis vitórias em sete possíveis, três com Farina e outras três com Fangio. Ao final a somatória de resultados daria o título ao italiano que atingiu o ápice de sua carreira já que seus melhores anos foram perdidos por causa da Segunda Guerra Mundial.
Em 1951 já não se igualava em velocidade a Fangio e no ano seguinte transferiu-se para a Ferrari. Giuseppe Farina encontrou lá um jovem e rapidíssimo piloto italiano, Alberto Ascari, que veio a ser o campeão em 1952 e 1953.
Faleceu em 30 de junho de 1966 num acidente fora das pistas.

## Todos os Resultados de Farina na Fórmula 1
(Legenda): (Corridas em negrito indica pole position e corridas em itálico indica volta mais rápida)
| Ano  | Equipe               | Chassis           | Motor              | 1         | 2         | 3             | 4         | 5         | 6         | 7        | 8       | 9       | Pontos   | Posição |
| ---- | -------------------- | ----------------- | ------------------ | --------- | --------- | ------------- | --------- | --------- | --------- | -------- | ------- | ------- | -------- | ------- |
| 1950 | SA Alfa Romeo Racing | Alfa Romeo 158    | Alfa Romeo 158 L8c | GBR 1 P   | MON Ret P |               | SUI 1 P   | BEL 4 P   | FRA 7 P   | ITA 1 P  |         |         | 30       | 1º      |
| 1951 | SA Alfa Romeo Racing | Alfa Romeo 159    | Alfa Romeo 158 L8c | SUI 3 P   |           | BEL 1 P       | FRA 5 P   | GBR Ret P | GER Ret P | ITA 32 P | ESP 3 P |         | 191 (22) | 4º      |
| 1952 | Scuderia Ferrari     | Ferrari 500       | Ferrari 500 L4     | SUI Ret P |           |               | FRA 2 P   | GBR 6 P   |           | NED 2 P  | ITA 4 P |         | 241 (27) | 2º      |
| 1952 | Scuderia Ferrari     | Ferrari 500       | Ferrari 500 L4     |           |           | BEL 2 E       |           |           | GER 2 E   |          |         |         | 241 (27) | 2º      |
| 1953 | Scuderia Ferrari     | Ferrari 500       | Ferrari 500 L4     | ARG Ret P |           | NED 2 P       | BEL Ret P | FRA 5 P   | GBR 3 P   | ALE 1 P  | SUI 2 P | ITA 2 P | 261 (32) | 3º      |
| 1954 | Scuderia Ferrari     | Ferrari 625       | Ferrari 625 L4     | ARG 2 P   |           |               |           |           |           |          |         |         | 6        | 8º      |
| 1954 | Scuderia Ferrari     | Ferrari 553       | Ferrari 554 L4     |           |           | BEL Ret P     |           |           |           |          |         |         | 6        | 8º      |
| 1955 | Scuderia Ferrari     | Ferrari 625       | Ferrari 555 L4     | ARG 23 E  | MON 4 E   |               |           |           |           |          |         |         | 10.3     | 5º      |
| 1955 | Scuderia Ferrari     | Ferrari 625       | Ferrari 555 L4     | ARG 3 E   |           |               |           |           |           |          |         |         | 10.3     | 5º      |
| 1955 | Scuderia Ferrari     | Ferrari 555       | Ferrari 555 L4     |           |           | BEL 3 E       |           |           |           |          |         |         | 10.3     | 5º      |
| 1955 | Scuderia Ferrari     | Lancia D50        | Lancia DS50 V8     |           |           |               |           |           |           | ITA NP E |         |         | 10.3     | 5º      |
| 1956 | Bardahl-Ferrari      | Kurtis Kraft 500D | Ferrari 446 L6     |           |           | Indy 500 NQ F |           |           |           |          |         |         | -        | -       |

- ↑1  Nos descartes
- ↑2  Dividiu os pontos com o italiano Felice Bonetto. Na divisão, Farina levou 3 pontos.
- ↑3  Dividiu os pontos com o argentino José Froilán González e o francês Maurice Trintignant pelo 2º lugar e com o italiano Umberto Maglioli e Maurice Trintignant pelo 3º na mesma prova. Na divisão Farina levou 4.3 pontos.

#### Vitórias de Farina na Fórmula 1
- Grande Prêmio da Grã-Bretanha de 1950 (Silverstone)
- Grande Prêmio da Suíça de 1950(Bremgarten)
- Grande Prêmio da Itália de 1950(Monza)
- Grande Prêmio da Bélgica de 1951 (Spa-Francorchamps)
- Grande Prêmio da Alemanha de 1953 (Nürburgring)

## Outros resultados

### 24 Horas de Le Mans[3]
| Ano  | Classe | N# | Equipe           | Co-Pilotos    | Chassis             | Motor            | Pneus | Final                 | Clas. Pos             | Voltas |
| ---- | ------ | -- | ---------------- | ------------- | ------------------- | ---------------- | ----- | --------------------- | --------------------- | ------ |
| 1953 | S 5.0  | 14 | Scuderia Ferrari | Mike Hawthorn | Ferrari 340MM Coupe | Ferrari 4.1L V12 | P     | DSQ (reabastecimento) | DSQ (reabastecimento) | 12     |

### 24 Horas de Spa
| Ano  | Equipe           | Co-pilotos    | Carro                                 | Classe | Voltas | Pos.          | Class Pos.    |
| ---- | ---------------- | ------------- | ------------------------------------- | ------ | ------ | ------------- | ------------- |
| 1936 | Scuderia Ferrari | Eugenio Siena | Alfa Romeo 8C 2900A                   | Compr. |        | DNF (Válvula) | DNF (Válvula) |
| 1953 | Scuderia Ferrari | Mike Hawthorn | Ferrari 375 MM Pininfarina Berlinetta | S      | 260    | 1º            | 1º            |

### Mille Miglia
| Ano  | Equipe             | Co-pilotos         | Carro                         | Classe  | Pos.           | Class Pos.     |
| ---- | ------------------ | ------------------ | ----------------------------- | ------- | -------------- | -------------- |
| 1934 | Scuderia Subalpina | Luigi Della Chiesa | Alfa Romeo 6C 1750            | T2.0    | DNF            | DNF            |
| 1936 | Scuderia Ferrari   | Stefano Meazza     | Alfa Romeo 8C 2900A           | +2.0c   | 2º             | 2º             |
| 1937 | Scuderia Ferrari   | Stefano Meazza     | Alfa Romeo 8C 2900A           | S+2.0   | 2º             | 2º             |
| 1938 | Alfa Corse         | Stefano Meazza     | Alfa Romeo 8C 2900B           | S3s/4.5 | DNF (Acidente) | DNF (Acidente) |
| 1940 |                    | Paride Mambelli    | Alfa Romeo 6C 2500 SS         | 3.0     | 2º             | 1º             |
| 1953 | Ferrari Spa        | Luigi Parenti      | Ferrari 340 MM Touring Spyder | S+2.0   | DNF (Acidente) | DNF (Acidente) |
| 1954 | Scuderia Ferrari   | Luigi Parenti      | Ferrari 375 Plus              | S+2.0   | DNF (Acidente) | DNF (Acidente) |

### Resultados na Carrera Panamericana
| Ano  | Equipe             | Co-pilotos | Carro                             | Classe | Pos. | Class Pos. |
| ---- | ------------------ | ---------- | --------------------------------- | ------ | ---- | ---------- |
| 1952 | Scuderia Guastella | Bill Spear | Ferrari 340 Mexico Vignale Spyder | S      | DNS  | DNS        |

### 500 Milhas de Indianápolis[4]
| Ano  | N# | Equipe          | Chassis      | Motor   | Pneus | Final | Clas. Pos | Voltas |
| ---- | -- | --------------- | ------------ | ------- | ----- | ----- | --------- | ------ |
| 1956 | 9  | Bardahl-Ferrari | Kurtis Kraft | Ferrari | F     | NQ    | NQ        | NQ     |

## Vitórias por equipe
- Alfa Romeo: 4
- Ferrari: 1